# Acalolepta niasana
Acalolepta niasana là một loài bọ cánh cứng trong họ Cerambycidae.